# Course à la direction du Parti libéral du Canada de 2006
La course à la direction du Parti libéral du Canada de 2006 est déclenchée après la défaite du gouvernement libéral à l'élection de 2006, quand Paul Martin annonce ne pas vouloir mener le parti lors des prochaines élections fédérales.
Le congrès à la chefferie a lieu au Palais des congrès de Montréal les 2 et 3 décembre 2006, juste après le congrès biennal du parti.
À l'issue du quatrième tour de scrutin, Stéphane Dion est élu chef du Parti libéral.

## Leader parlementaire par intérim
Le 1er février 2006, Paul Martin annonce qu'il continuerait d'être chef du Parti libéral jusqu'à l'élection de son successeur mais qu'il ne serait pas chef de l'Opposition.
La même journée, le caucus parlementaire libéral choisit Bill Graham, député de Toronto-Centre et ministre sortant de la Défense nationale, pour occuper le poste de leader parlementaire par intérim et chef de l'Opposition, pour diriger le caucus libéral de 103 députés (le caucus est réduit à 102 peu après par la défection de David Emerson vers le Parti conservateur) à la Chambre des communes. Graham nomme Lucienne Robillard, députée de Westmount—Ville-Marie et ministre sortante des Affaires intergouvernementales, au poste de chef adjointe. Le sénateur albertain Dan Hays, président sortant du Sénat du Canada, est nommé au poste de Leader de l'Opposition au Sénat.
Martin a initialement l'intention de demeurer officiellement chef du parti jusqu'à la sélection de son remplaçant. Toutefois, il annonce le 16 mars 2006 que sa démission serait officielle à partir de la fin de semaine suivante (le dimanche 19 mars) lorsque l'exécutif de Parti libéral choisit la date du congrès. Selon certains rapports dans les médias, Martin prend cette décision pour mettre fin à toute spéculation selon laquelle il envisageait de mener les libéraux à une prochaine élection dans l'éventualité d'une chute du gouvernement Harper dans les prochains mois.
Bill Graham devient donc chef intérimaire du parti (au lieu d'être seulement leader parlementaire par intérim) et est nommé à ce poste par l'exécutif national du parti le 18 mars 2006. Les chefs intérimaires sont traditionnellement supposés être neutres dans les cours à la direction et sont typiquement des individus n'ayant aucune ambition à être eux-mêmes candidats.

## Règles
La date et les règles du congrès ont été décidés par l'Exécutif national du Parti libéral lors de sa réunion les 18 et 19 mars 2006.
La constitution du parti exigeait qu'un congrès soit tenu dans l'année suivant la démission du chef et que le congrès biennal du parti soit tenu en mars 2007. Le congrès d'investiture servira également de convention d'orientation politique, ce qui veut dire qu'il y aura débats et votes sur des résolutions politiques et élection de l'exécutif du parti.
Chaque candidat devait récolter la signature d'au moins 300 membres du Parti libéral, dont au moins 100 dans trois provinces ou territoires différents. Chaque candidat devait également payer des frais de 50 000 $ pour entrer dans la course (une baisse par rapport aux 75 000 $ exigés lors de la course à l'investiture précédente). Les dépenses pour chaque campagne au leadership sont limités à 3,4 millions $ (la limite lors du congrès précédent était de 4 millions $). La première tranche de 500 000 $ des fonds levés par chaque candidat revient entièrement à la campagne du candidat ; tout montant excédant 500 000 $ est soumis à une taxe de 20 % par le parti. Contrairement à la course précédente lors de laquelle la vente de cartes de membres était sévèrement règlementée, l'exécutif a décidé de permettre la vente de cartes de membres en ligne.

### Délégués
La sélection des délégués par les associations de circonscription et les clubs du parti s'est déroulée pendant la fin de semaine du 29 septembre au 1er octobre, surnommé le « super weekend ». Seuls ceux ayant acheté ou renouvelé leur carte de membre avant le 4 juillet 2006 étaient éligibles à voter. On s'attend à ce qu'il y ait environ 850 délégués d'office ayant automatiquement le droit de vote en vertu d'avoir été député libéral, candidat récent, sénateur, etc. La Commission libérale des peuples autochtones a également le droit d'envoyer une délégation en proportion du pourcentage de la population canadienne qui est autochtone. Tous les délégués à l'exception des délégués d'office et ceux qui sont élus délégués indépendants sont tenus à voter pour un candidat particulier lors du premier tour. Toutefois, tous les délégués sont libres de voter pour qui ils veulent à mesure que les candidats sont éliminés lors des tours de vote subséquents.
Le vote s'est déroulé en deux temps sur le bulletin de vote :
1. La partie supérieure du bulletin donnait la liste des noms de chaque candidat à la direction ; les membres du parti pouvaient voter pour un candidat ou demeurer non-déclarés.
2. La deuxième partie du bulletin listait les noms des délégués possibles se présentant au nom des différents candidats à l'investiture.
3. Les associations de circonscription ont quatorze positions de délégués : quatre hommes, quatre femmes, deux personnes âgées (plus de 65 ans) et quatre jeunes (moins de 26 ans).
4. Les clubs de femmes ont un délégué chacun.
5. Les clubs jeunesse et les clubs de l'âge d'or avaient chacun quatre délégués, deux hommes et deux femmes.

Les délégués d'office ont automatiquement le droit de participer au congrès et de voter sans avoir à se faire élire. Sont délégués d'office tous les députés, sénateurs, présidents d'associations de circonscription, candidats lors de l'élection précédente, et un certain nombre de membres de l'exécutif du parti et membres des exécutifs des différentes commissions du Parti libéral, ainsi que des ailes provinciales du parti fédéral tel que stipulé dans la section 16(13) de la constitution du parti.
Au congrès, le premier tour de vote des délégués est prédéterminé par la représentation proportionnelle selon le niveau d'appui obtenu par chaque candidat à la direction lors des réunions de sélection des délégués (c'est-à-dire la section supérieure du bulletin de vote aux réunions des associations de circonscription ou des clubs politiques), même si le délégué a personnellement exprimé une préférence pour un autre candidat. Les délégués d'office peuvent toutefois voter comme ils l'entendent. S'il y a un deuxième tour (dans le cas où aucun des candidats ne reçoit 50 % des voix lors du premier tour) tous les délégués seront libres de voter selon leur préférence personnelle.

## Candidats enregistrés
Les individus qui ont obtenu une signature de 300 membres du Parti pour être officiellement enregistrés comme candidats et ont payé leur premier 25 000 $ :

### Scott Brison
Scott Brison est le député de Kings—Hants et fut le ministre des Travaux publics et services gouvernementaux sous Paul Martin. Il a auparavant été député du Parti progressiste-conservateur (depuis 1997) et en 2003 il était candidat à la direction de ce parti. Brison a fait défection vers le Parti libéral peu après la création du Parti conservateur du Canada. Ouvertement homosexuel, Brison est un progressiste social et conservateur sur le plan fiscal.

#### Appuis
Frank McKenna, ancien premier ministre du Nouveau-Brunswick et ancien ambassadeur du Canada aux États-Unis, considéré comme étant à la tête de la course jusqu'à ce qu'il annonce qu'il ne serait pas candidat, a fait don de 3000 $ à la campagne de Brison mais ne l'a pas officiellement appuyé.
Appui dans le caucus : 10
Députés : Scott Brison, Mark Eyking, Shawn Murphy, Michael Savage
Sénateurs : Jane Cordy, Jim Cowan, George Furey, Michael Kirby, Wilfred Moore, Gerard Phalen
Date du lancement officiel de sa campagne : 22 avril 2006
Date de l'enregistrement officiel : 25 mai 2006
- site officiel

### Stéphane Dion

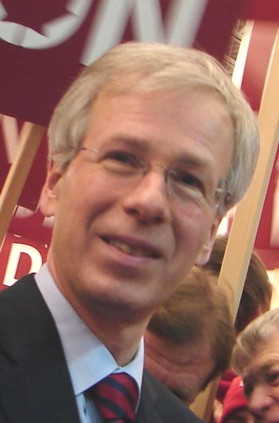
Stéphane Dion

Stéphane Dion a été ministre des Affaires intergouvernementales sous Chrétien et ministre de l'Environnement sous Martin. Avant de faire son entrée en politique fédérale en 1996, Dion était professeur de science politique et commentateur fédéraliste notoire. Dion est célèbre pour son opposition au souverainisme québécois et pour avoir été le père de la Loi sur la clarté. Il est considéré comme un loyaliste de Chrétien qui a tout de même bien travaillé avec le camp Martin.
Il a remporté la course à l'investiture libérale.

#### Appuis
Don Boudria, ancien Leader en Chambre du Parti libéral, et Mark Marissen, ancien lieutenant britanno-colombien de Paul Martin, est son directeur national de campagne. Herb Metcalfe, ancien organisateur de John Manley, travaille également à sa campagne. Le 17 août 2006, David Orchard, ancien candidat à la direction du Parti progressiste-conservateur, annonce son appui à Stéphane Dion. Les partisans d'Orchard, qui seraient au nombre d'environ 35 000, l'ont aidé à finir troisième lors de deux courses à l'investiture progressistes-conservateurs différents. Dion est également appuyé par le chef du Parti libéral de la Saskatchewan David Karwacki, le président de l'aile britanno-colombienne du parti Jamie Elmhirst, le président de l'aile albertaine Adam Campbell, l'ancien chef-adjoint du Parti vert Tom Manley, l'ancien chef de cabinet de Paul Martin, Tim Murphy, ainsi que Marc-Boris Saint-Maurice, cofondateur et ancien chef du Parti marijuana.
Appui dans le caucus : 14
Députés : Sue Barnes, Colleen Beaumier, Bonnie Brown, Stéphane Dion, Marlene Jennings, Francis Scarpaleggia, Paul Steckle, Bryon Wilfert
Sénateurs : John Bryden, Maria Chaput, Vivienne Poy, Fernand Robichaud, Claudette Tardif
Date du lancement officiel de sa campagne : 7 avril 2006
Date de l'enregistrement officiel : 24 mai 2006
- site officiel

### Ken Dryden
Ken Dryden a été ministre du Développement social sous Martin. Ancien gardien de but de l'équipe de hockey sur glace des Canadiens de Montréal, Dryden est d'abord élu lors de l'élection de 2004 comme candidat-vedette des libéraux. Il a été au centre de la stratégie de services de garde du gouvernement Martin. Dryden, qui est l'auteur d'un livre sur le système d'éducation public, insiste sur l'importance d'améliorer le système éducationnel afin de préserver la compétitivité du Canada.

#### Appuis
Appui dans le caucus : 11
Députés : Don Bell, Ken Boshcoff, Ken Dryden, Tina Keeper, Anita Neville
Sénateurs : Sharon Carstairs, Marilyn Trenholme Counsell, Art Eggleton, Joyce Fairbairn, Frank Mahovlich, Rod Zimmer
Date du lancement officiel de sa campagne : 28 avril 2006
Date de l'enregistrement officiel : 29 mai 2006
- site officiel

### Martha Hall Findlay
Martha Hall Findlay, une avocate torontoise, est la première candidate à annoncer officiellement sa candidature le 8 février 2006. Elle a été candidate du Parti libéral dans Newmarket—Aurora lors de l'élection de 2004 et a été défaite par Belinda Stronach. Lorsque Stronach a fait défection vers le Parti libéral en 2005, Hall Findlay a été contrainte de céder son investiture pour la circonscription au profit de Stronach. Hall Findlay, âge de 45 ans, est couramment bilingue et travaille actuellement au sein de sa propre organisation de gestion et de conseil légal, The General Counsel Group, travaillant principalement dans les domaines de la haute technologie et des télécommunications au Canada et en Europe.

#### Appuis
Appui dans le caucus : Aucun
Date du lancement officiel de sa campagne: 8 février 2006
Date de l'enregistrement officiel: 24 mai 2006
- site officiel

### Michael Ignatieff

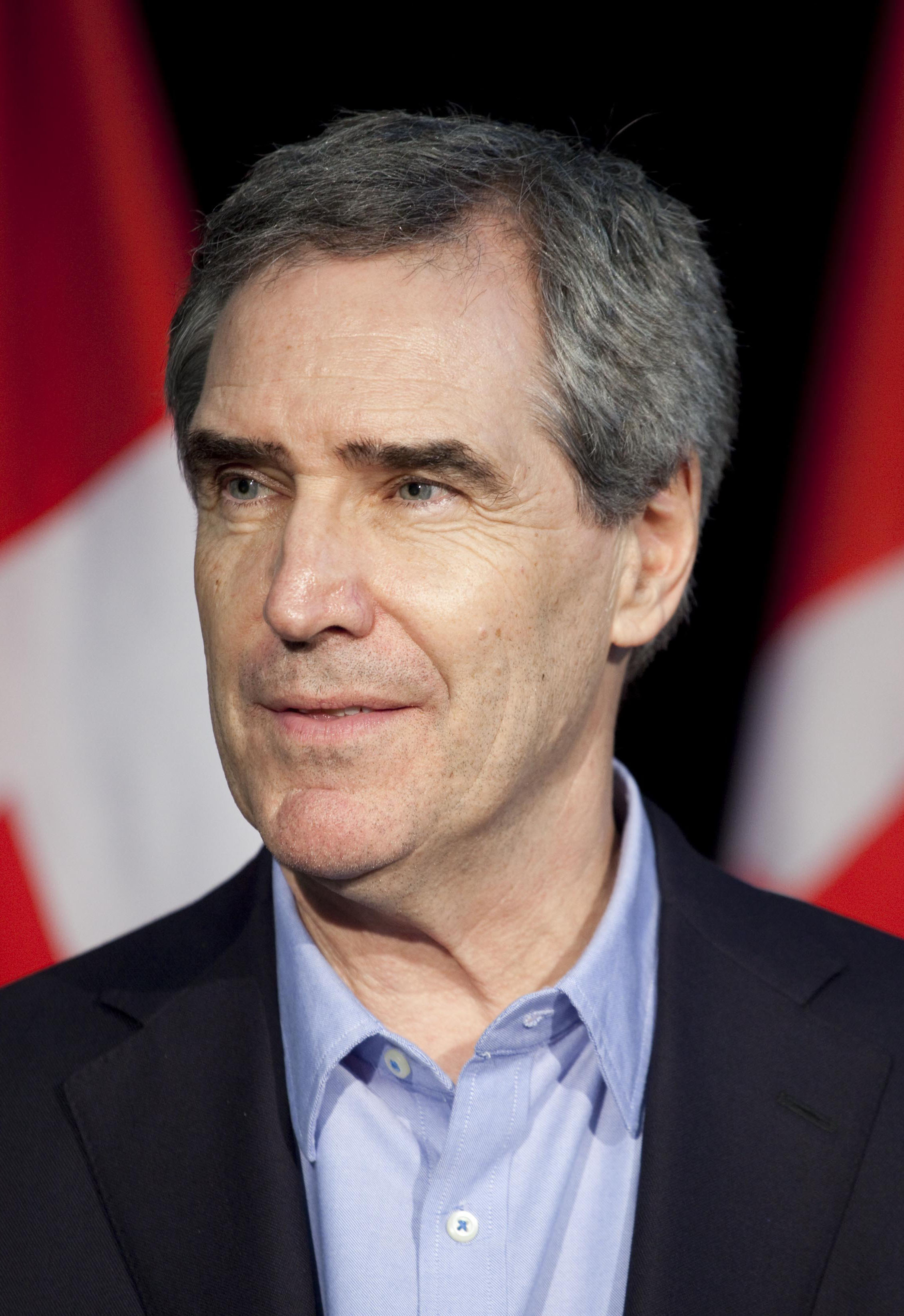
Michael Ignatieff

Michael Ignatieff est un intellectuel qui a travaillé en enseignement, en journalisme et en politique. Pendant plusieurs années, Ignatieff a vécu et travaillé à l'étranger ; d'abord au Royaume-Uni, où il est basé professionnellement à l'Université de Cambridge de 1978 à 1984, puis à Londres en tant que journaliste et écrivain jusqu'en 2000. Son roman Scar Tissue, publié en 1993, est mis en nomination pour un prix Booker. En 2000, Ignatieff est nommé directeur du Car Center for Human Rights Policy à l'Université Harvard. Lors de son retour au Canada en 2005, il devient professeur visitant à l'Université de Toronto. Ignatieff est élu à la Chambre des communes dans la circonscription d'Etobicoke—Lakeshore lors de l'élection de 2006. Ignatieff appui l'interventionnisme libéral, et a appuyé l'invasion de l'Irak par les États-Unis en 2003, malgré l'impopularité du conflit au Canada et plus récemment même aux États-Unis. Ignatieff a également prôné la participation canadienne au bouclier antimissile américain, bien qu'il ait pris ses distances par rapport à cette position dernièrement. Il est généralement considéré comme étant de l'aile droite du Parti libéral.

#### Appuis
Ignatieff jouit de l'appui du sénateur David Smith, un puissant organisateur de Jean Chrétien, Ian Davey (fils du sénateur Keith Davey), Alfred Apps, et Paul Lalonde, avocat torontois et fils de Marc Lalonde. David Peterson est coprésident honoraire de sa campagne avec Marc Lalonde, ancien ministre de Pierre Trudeau. Jim Peterson dirige sa campagne en Ontario avec Aileen Carroll. Rodger Cuzner est président de sa campagne au Canada atlantique tandis que Pablo Rodriguez, ancien président de l'aile québécoise du PLC, est son organisateur national.
Appui dans le caucus : 50
Députés : Larry Bagnell, Mauril Bélanger, Gerry Byrne, John Cannis, Denis Coderre, Roy Cullen, Rodger Cuzner, Jean-Claude D'Amours, Sukh Dhaliwal, Ruby Dhalla, Wayne Easter, Raymonde Folco, Albina Guarnieri, Michael Ignatieff, Susan Kadis, Derek Lee, Gary Merasty, John Maloney, Keith Martin, John McCallum, David McGuinty, Joe McGuire, John McKay, Maria Minna, Stephen Owen, Jim Peterson, Marcel Proulx, Yasmin Ratansi, Geoff Regan, Anthony Rota, Pablo Rodriguez, Todd Russell, Raymond Simard, Lloyd St. Amand, Paul Szabo, Robert Thibault, Roger Valley, Blair Wilson, Paul Zed
Sénateurs : Lise Bacon, Roméo Dallaire, Dennis Dawson, Rose-Marie Losier-Cool, Pana Merchant, Grant Mitchell, David Smith
Date du lancement officiel de sa campagne : 7 avril 2006
Date de l'enregistrement officiel : 2 mai 2006
- site officiel

### Gerard Kennedy
Gerard Kennedy, jusqu'au 5 avril 2006, était ministre de l'Éducation au sein du gouvernement provincial ontarien de Dalton McGuinty. Kennedy a été une figure centrale dans la reconstruction et le retour au pouvoir du Parti libéral de l'Ontario en 2003. En tant que ministre de l'Éducation, il a été un grand partisan du système public après des années de croissance de la popularité des écoles privées. Il démissionne du cabinet le 5 avril afin de se lancer dans la course à la direction. Il a terminé deuxième au congrès d'investiture du Parti libéral de l'Ontario en 1996 ; il était en tête lors des quatre premiers tours avant d'être défait par McGuinty sur le cinquième tour. Il est généralement considéré comme étant de l'aile gauche du parti.

#### Appuis
Kennedy jouit de l'appui de Terry Mercer, ancien directeur national du Parti libéral fédéral. Il est également appuyé par l'ancien premier ministre de l'Île-du-Prince-Édouard Keith Milligan et l'ancien premier ministre du Nouveau-Brunswick Ray Frenette. Bien que l'ancien ministre Joe Fontana appuie toujours Kennedy, il a démissionné de son siège aux communes pour être candidat à la mairie de la ville de London.
Appui dans le caucus : 19
Députés : Omar Alghabra, Navdeep Bains, Brenda Chamberlain, Raymond Chan, Mark Holland, Gurbax Malhi, Dan McTeague, Bernard Patry, Mario Silva, Scott Simms, Brent St. Denis, Andrew Telegdi, Borys Wrzesnewskyj
Sénateurs : Larry Campbell, Aurélien Gill, Sandra Lovelace Nicholas, Terry Mercer, Robert Peterson, Charlie Watt
Date du lancement officiel de sa campagne : 27 avril 2006
Date de l'enregistrement officiel : 17 mai 2006
- site officiel

### Bob Rae

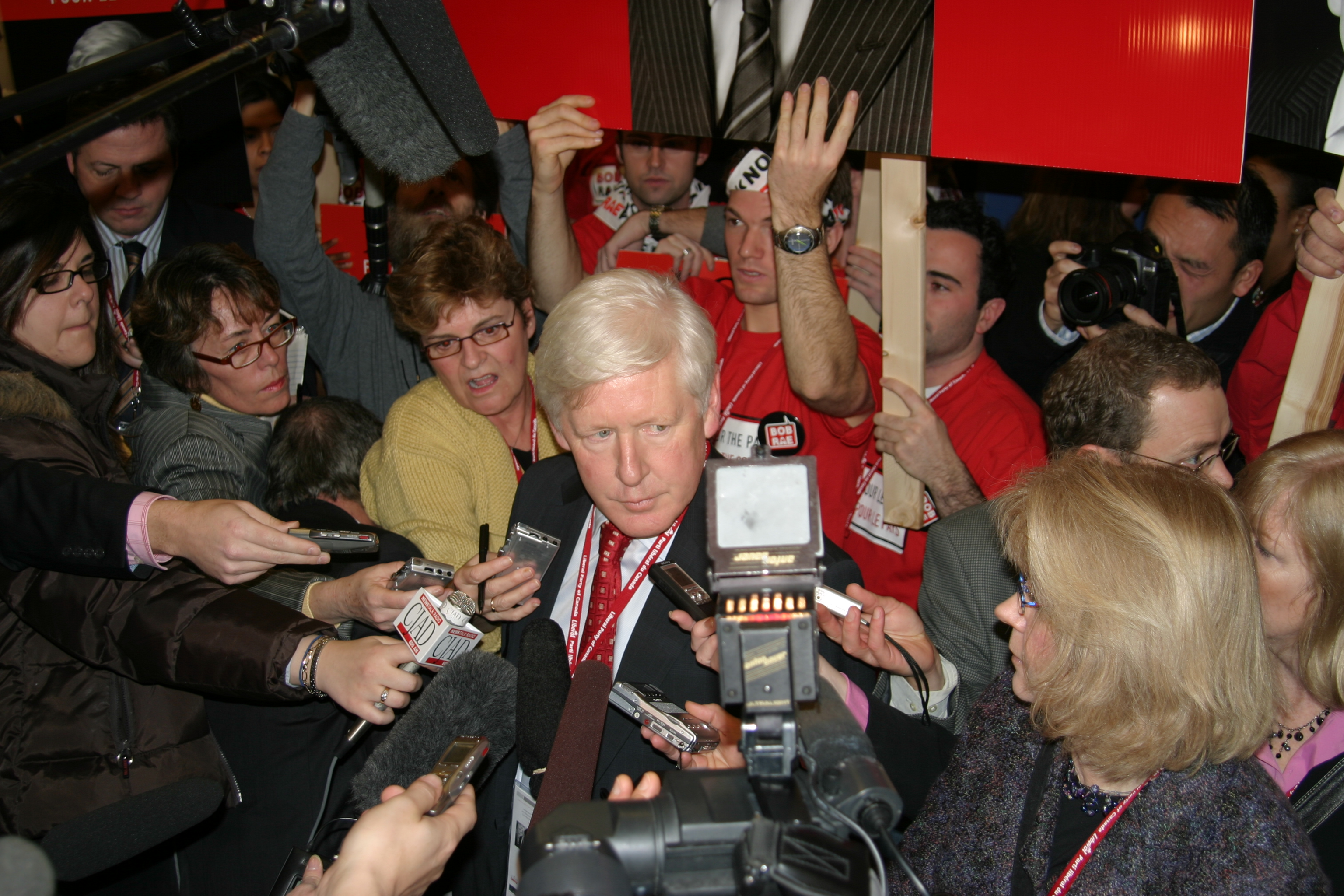
Bob Rae lors du congrès à la direction du parti libéral de 2006

Bob Rae a été le premier ministre néo-démocrate de l'Ontario de 1990 à 1995 et fut député néo-démocrate au fédéral de 1978 à 1982. Depuis son départ du NPD et de la politique active, Rae a travaillé pour le gouvernement sur un certain nombre de dossiers chauds (dont celui de Air India vol 182), à l'international en tant que conseiller sur les questions constitutionnelles (notamment en Irak) et a fait une enquête pour le compte du gouvernement de l'Ontario sur l'éducation post-secondaire. Rae s'est joint au Parti libéral en 2006 (il avait déjà été membre du parti dans les années 1960) et se présente comme un centriste qui jure de ne pas déplacer le parti vers la gauche s'il est élu. Lors d'un discours au Club Canadien de Winnipeg le 13 mars, Rae a exprimé un intérêt à unir les forces « progressistes » au Canada afin de regagner la majorité à la Chambre des communes.
Certains entretiennent des doutes quant à sa capacité de séduire l'électorat ontarien, qui se rappelle encore de son mandat désastreux au gouvernement de cette province au début des années 1990.

#### Appuis
Rae est appuyé par des anciens conseillers de Jean Chrétien tels que Eddie Goldenberg et John Rae (qui est également son frère ainé) ainsi que par des libéraux provinciaux ontariens haut placés comme Greg Sorbara, le ministre ontarien des finances, et le ministre ontarien de la Santé et vice-premier ministre George Smitherman. Le 12 mai, Allan MacEachen, ancien ministre de Pierre Trudeau, accorde son appui à Rae. De plus, Maurizio Bevilacqua, Carolyn Bennett et Hedy Fry se sont tous retirés de la course et ont accordé leur appui à Rae.
Appui dans le caucus : 19 
Députés : Carolyn Bennett, Maurizio Bevilacqua, Irwin Cotler, Ujjal Dosanjh, Hedy Fry, Ralph Goodale, Lawrence MacAulay, Diane Marleau, Brian Murphy
Sénateurs : Michel Biron, Pierre de Bané, Joan Cook, Mac Harb, Mobina Jaffer, Jean Lapointe, Colin Kenny, Jim Munson, Pierrette Ringuette, Bill Rompkey
Date du lancement officiel de sa campagne : 24 avril 2006
Date de l'enregistrement officiel : 11 mai 2006
- site officiel

### Joe Volpe

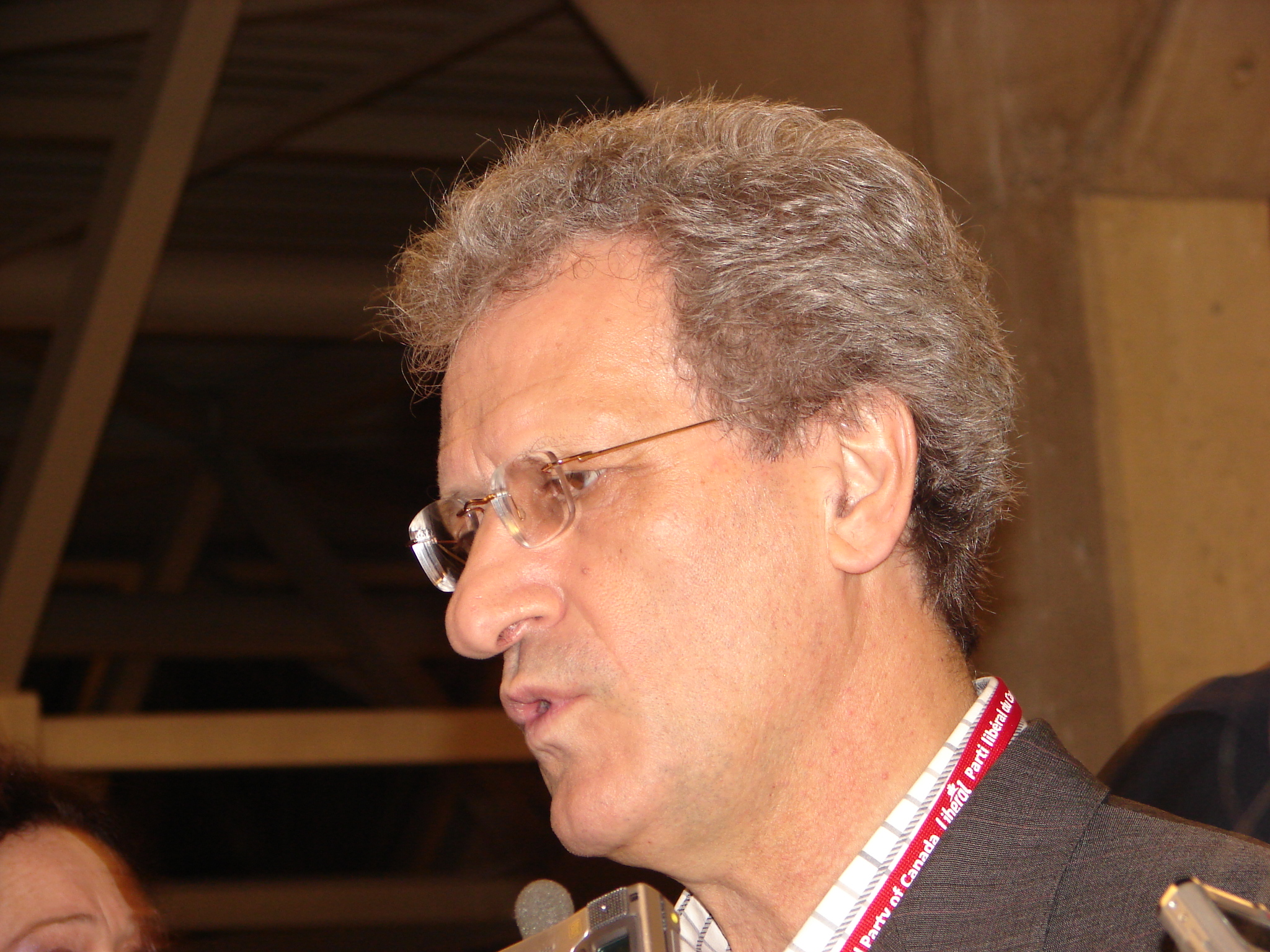
Joe Volpe

Joe Volpe a été ministre de la Citoyenneté et de l'immigration sous Martin. Il a annoncé sa candidature le 21 avril 2006. Anciennement enseignant, il est élu à la Chambre des communes lors de l'élection de 1988.
Volpe rencontre des difficultés le 2 juin lorsqu'il est révélé que sa campagne avait reçu des dons de 5 400 $ de la part de trois enfants âgés de moins de 15 ans, tous les enfants de dirigeants de la compagne pharmaceutique Apotex ; l'argent a été remboursé par la suite. L'incident a donné lieu à la création du site web satirique www.youthforvolpe.ca. Subséquemment, Sukh Dhaliwal et Yasmin Ratansi ont retiré leur appui à Volpe et l'ont accordé à Michael Ignatieff.
Le Parti libéral du Canada a annoncé une amende de 20 000 $ contre M. Volpe parce que sa campagne avait permis que des formulaires d'adhésion au parti soient distribués par des associations culturelles au Québec sans s'assure que les nouveaux membres paient eux-mêmes leurs frais d'adhésion. Volpe fut exonoré par la suite et l'amende fut retiré.
Suivant les discours des candidats le 1er décembre, Volpe annonce son retrait de la course et son appui à Bob Rae ; cela signifie que Volpe se retirera de la course immédiatement après le résultat du premier tour de vote, peu importe s'il est automatiquement éliminé comme dernier candidat ou non.

#### Appuis
Appui dans le caucus : 5
Députés : Joe Comuzzi, Wajid Khan, Massimo Pacetti, Lui Temelkovski, Joe Volpe
Date du lancement officiel de sa campagne : 21 avril 2006
Date de l'enregistrement officiel : 12 mai 2006
- site officiel

## Candidats retirés
- John Godfrey
- Carolyn Bennett

Appuis dans le caucus avant désistement : aucun
Date du lancement officiel de sa campagne : 24 avril 2006
Date de l'enregistrement officiel : 31 mai 2006
Désistement : accorde son appui à Bob Rae le 15 septembre
- Maurizio Bevilacqua

Appui dans le caucus avant désistement : (2 députés) Gerry Byrne et Roy Cullen
Date du lancement officiel de sa campagne : 19 avril 2006
Date de l'enregistrement officiel : 2 juin 2006
Désistement : accorde son appui à Bob Rae le 14 août
- Hedy Fry

Appui dans le caucus avant désistement : Aucun
Date du lancement officiel de sa campagne : 4 mai 2006
Date de l'enregistrement officiel : 5 juin 2006
Désistement : accorde son appui à Bob Rae le 25 septembre

## Résultats

### Premier tour
| Candidat            | Votes des délégués | Pourcentage | +/-*   |
| ------------------- | ------------------ | ----------- | ------ |
| Michael Ignatieff   | 1 412              | 29,3 %      | -      |
| Bob Rae             | 977                | 20,3 %      | +0,2 % |
| Stéphane Dion       | 856                | 17,8 %      | +1,8 % |
| Gerard Kennedy      | 854                | 17,7 %      | +0,2 % |
| Ken Dryden          | 238                | 4,9 %       | -0,2 % |
| Scott Brison        | 192                | 4,0 %       | +0,5 % |
| Joe Volpe           | 156                | 3,2 %       | -0,8 % |
| Martha Hall Findlay | 130                | 2,7 %       | +1,7 % |
|                     |                    |             |        |
| Total               | 4 815              | 100,0 %     |        |

* Indique la variation avec les résultats des réunions de sélection des délégués.
Mouvement : 
- Joe Volpe se rallie à Bob Rae le soir du 1er décembre avant l'annonce des résultats du premier tour de scrutin.
- Martha Hall Findlay est éliminée, ayant récolté le plus petit nombre de voix de tous les candidats. Elle se rallie personnellement à Stéphane Dion, mais libère ses délégués.
- Scott Brison se retire de la course pour se rallier à Bob Rae.

### Deuxième tour
| Candidat          | Votes des délégués | Pourcentage | +/-*   |
| ----------------- | ------------------ | ----------- | ------ |
| Michael Ignatieff | 1 481              | 31,6 %      | +2,3 % |
| Bob Rae           | 1 132              | 24,1 %      | +3,8 % |
| Stéphane Dion     | 974                | 20,8 %      | +3,1 % |
| Gerard Kennedy    | 884                | 18,8 %      | +1,1 % |
| Ken Dryden        | 219                | 4,7 %       | -0,2 % |
|                   |                    |             |        |
| Total             | 4 690              | 100,0 %     |        |

Note : il y a cinq bulletins blancs
Mouvement :
- Ken Dryden est éliminé, ayant récolté le plus petit nombre de voix de tous les candidats. Il se rallie personnellement à Bob Rae, mais il libère ses délégués.
- Gerard Kennedy se retire de la course et se rallie à Stéphane Dion, mais il libère ses délégués.

### Troisième tour
| Candidat          | Votes des délégués | Pourcentage | +/-*    |
| ----------------- | ------------------ | ----------- | ------- |
| Stéphane Dion     | 1 782              | 37,0 %      | +16,2 % |
| Michael Ignatieff | 1 660              | 34,5 %      | +2,9 %  |
| Bob Rae           | 1 375              | 28,5 %      | +4,4 %  |
|                   |                    |             |         |
| Total             | 4 817              | 100,0 %     |         |

Note : il y a six bulletins blancs
Mouvement :
- Bob Rae est éliminé, ayant récolté le plus petit nombre de voix des délégués. Rae libère ses délégués et leur dit de voter pour qui ils veulent. Il refuse de se rallier à l'un ou l'autre des candidats.
- Scott Brison, qui avait appuyé Rae après s'être retiré de la course, se rallie à Michael Ignatieff.
- Plusieurs membres influents du Parti libéral qui avaient précédemment appuyé Rae se rallient à Michael Ignatieff ; plusieurs autres choisissent de se rallier à Stéphane Dion.
- Ken Dryden, qui avait appuyé Rae après avoir été éliminé au deuxième tour, se rallie à Stéphane Dion, estimant qu'il avait les plus grandes chances de remporter les prochaines élections.

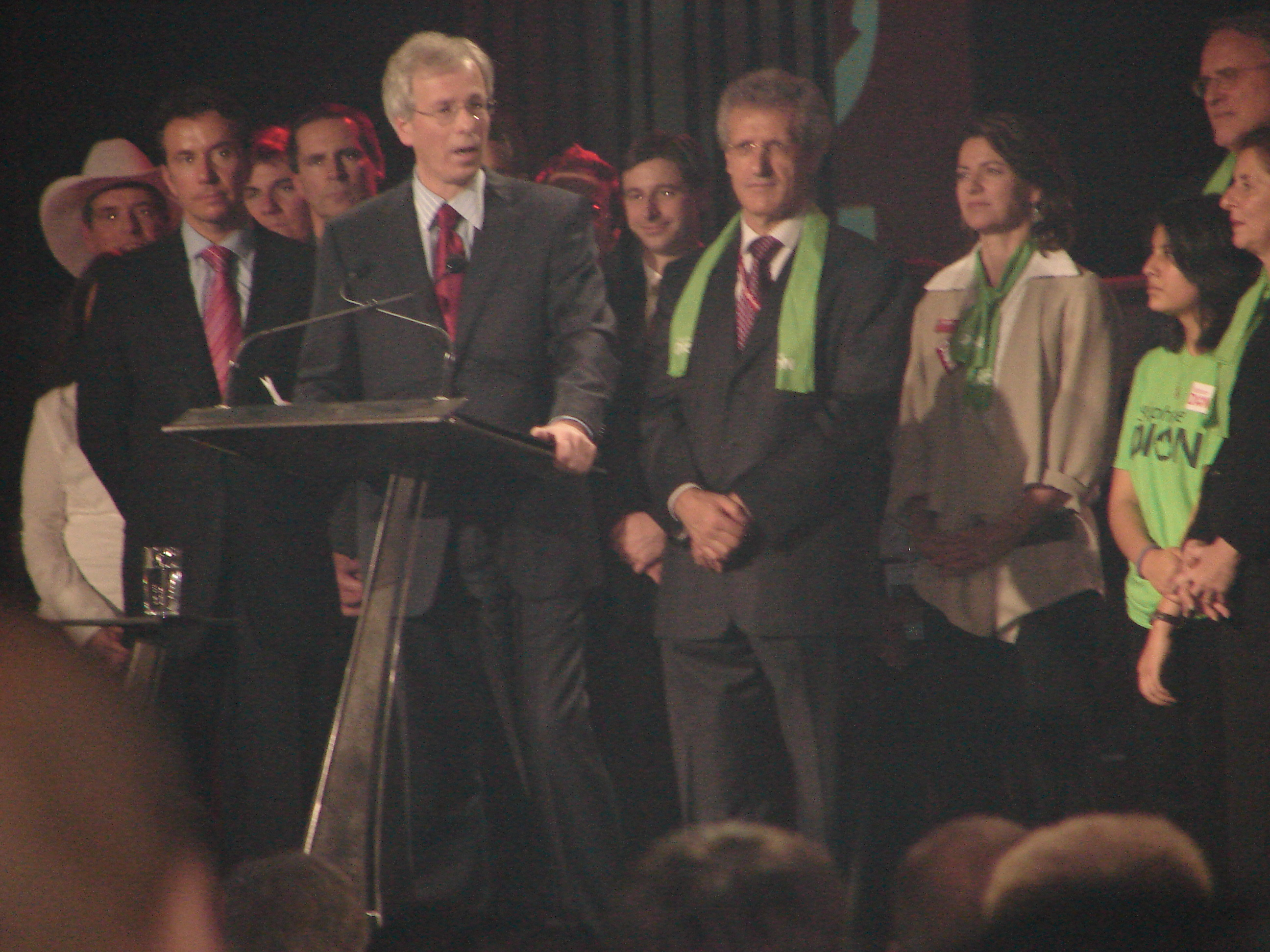
Dion, lors de son discours d'acceptation. On retrouve derrière lui Scott Brison, Joe Volpe, Martha Hall Findlay, et Ken Dryden.

- Joe Volpe se rallie à Dion.

### Quatrième tour
| Candidat          | Votes des délégués | Pourcentage | +/-*    |
| ----------------- | ------------------ | ----------- | ------- |
| Stéphane Dion     | 2 521              | 54,7 %      | +17,7 % |
| Michael Ignatieff | 2 084              | 45,3 %      | +10,8 % |
|                   |                    |             |         |
| Total             | 4 605              | 100,0 %     |         |

Note : il y a 20 bulletins blancs
- Stéphane Dion remporte la course à l'investiture de 2006.

## Chronologie
- 17 juin : C'est à Moncton que se rencontre les candidats pour un deuxième débat
- 10 juin : Premier débat des candidats à Winnipeg, Manitoba.
- 4 mai : Hedy Fry se lance officiellement dans la course, pour rendre le nombre de candidats à 11.
- 28 avril : Le député torontois en ancien gardien de but, Ken Dryden, lance officiellement sa campagne.
- 27 avril : L'ancien ministre de l'éducation ontarien, Gerard Kennedy, se lance officiellement dans la course.
- 24 avril : L'ancien premier ministre ontarien Bob Rae ainsi que l'ancienne ministre Carolyn Bennett lance officiellement leur campagne respective.
- 23 avril : Au tour du député de la Nouvelle-Écosse, Scott Brison, de se lancer dans la course au leadership.
- 21 avril : Le député torontois Joe Volpe lance officiellement sa campagne.
- 19 avril : Maurizio Bevilacqua lance officiellement sa campagne pour la direction du Parti libéral du Canada (info).
- 8 avril : La section albertaine du parti libéral tient sa convention annuelle à Edmonton. C'est la première occasion que l'on donne à des aspirants au leadership (déclarés et non déclarés) de débattre de certaines idées. Les candidats déclarés, c'est-à-dire Maurizio Bevilacqua, Clifford Blais, Stéphane Dion, John Godfrey, Martha Hall Findlay, Michael Ignatieffet Gerard Kennedy ont participé parmi les candidats non déclarés comme Carolyn Bennett, Scott Brison, Ruby Dhalla, Joe Fontana, Hedy Fry, John McCallum, Bob Rae, Joe Volpe et Paul Zed. Denis Coderre était absent en raison d'un conflit d'horaire. Ken Dryden ne pouvait pas participé à cause d'un mariage familial.
- 7 avril : Michael Ignatieff, après Stéphane Dion, annoncent qu'ils participeront à la course (info).
- 6 avril : Belinda Stronach annonce qu'elle ne se présentera pas dans la course (info).
- 5 avril : 
  - Gerard Kennedy démissionne du Cabinet de l'Ontario, spéculant qu'il se lancera dans la course au leadership.
  - Selon le quotidien le Globe and Mail, Bob Rae a soumis une application pour être membre en règle du Parti libéral du Canada.
- 23 mars : À l'hôtel King Edward à Toronto, Paul Zed et Dennis Mills organise une réception à l'honneur de Sheila Copps pour ses 30 ans de vie publique. À peu près tous les candidats potentiels sont présents, et l'évènement est considéré comme le lancement de la course au leadership.
- 21 mars : mise en place des règles entourant la course émis par l'exécutif du parti.
- 19 mars : Paul Martin démissionne comme chef du Parti libéral du Canada
- 8 février : Martha Hall Findlay devient la première candidate à se déclarer dans la course au leadership.
- 25 janvier : John Manley annonce qu'il ne sera pas candidat au leadership, citant des raisons personnelles.
- 23 janvier : Surprenant plusieurs, quand les résultats de l'élection fédérale canadienne de 2006 a indiqué que son gouvernement tombrait aux mains de Stephen Harper et du Parti conservateur du Canada, Paul Martin a annoncé ses intentions de ne pas être chef aux prochaines élections.

## Source
- (en) Cet article est partiellement ou en totalité issu de l’article de Wikipédia en anglais intitulé « Liberal Party of Canada leadership election, 2006 » (voir la liste des auteurs).